# SN Primo
SN Primo – supernowa typu Ia odkryta w gwiazdozbiorze Pieca przez Kosmiczny Teleskop Hubble’a w ramach programu CANDELS+CLASH Supernova Project. W momencie jej odkrycia (październik 2010) SN Primo była najbardziej odległą supernową typu Ia.
Supernowa eksplodowała ponad 9 miliardów lat temu we wczesnej fazie rozwoju Wszechświata.